# Team World Cup 2018 (Tischtennis)
| 2015 ← World Cup → 2019 | 2015 ← World Cup → 2019                    | 2015 ← World Cup → 2019                      |
| ----------------------- | ------------------------------------------ | -------------------------------------------- |
|                         | Männer                                     | Frauen                                       |
| Datum                   | 22.02.–25.02.                              | 22.02.–25.02.                                |
| Ort                     | London, Copper Box                         | London, Copper Box                           |
| Auflage                 | 11                                         | 11                                           |
| Sieger                  | Volksrepublik China Japan England Südkorea | Volksrepublik China Japan Hongkong Nordkorea |

Der Team World Cup 2018 fand in seiner 11. Austragung vom 22. bis 25. Februar im englischen London statt. Veranstaltungsort war die Copper Box.

## Modus
Die zwölf Teams wurden auf vier Gruppen mit je drei Mannschaften aufgeteilt und spielten dort im Modus jeder gegen jeden. Die Gruppenersten und -zweiten rückten ins Viertelfinale vor, wo es im K.-o.-System weiterging. Alle Spiele wurden im Best-of-5-Modus ausgetragen und bestanden somit aus einem Doppel und zwei bis vier Einzeln, die, wiederum im Best-of-5-Modus ausgetragen, jeweils aus drei bis fünf Sätzen bestanden.

## Männer

### Teilnehmer
| Platz    | Mannschaft          | Setz.            | Spieler (Weltranglistenposition) | Spieler (Weltranglistenposition) | Spieler (Weltranglistenposition) | Spieler (Weltranglistenposition) | Spieler (Weltranglistenposition) |
| -------- | ------------------- | ---------------- | -------------------------------- | -------------------------------- | -------------------------------- | -------------------------------- | -------------------------------- |
|          | Volksrepublik China | 1                | Fan Zhendong (2)                 | Xu Xin (5)                       | Ma Long (7)                      | Lin Gaoyuan (4)                  | Yu Ziyang (380)                  |
|          | Japan               | 2                | Kōki Niwa (6)                    | Tomokazu Harimoto (11)           | Yūya Ōshima (18)                 | Jin Ueda (27)                    |                                  |
|          | England             | 8                | Paul Drinkhall (35)              | Samuel Walker (81)               | Liam Pitchford (85)              | David McBeath (165)              | Tom Jarvis (266)                 |
| Südkorea | 5                   | Lee Sang-su (15) | Jeong Sang-eun (31)              | Lim Jong-hoon (51)               | Jung Young-sik (102)             |                                  |                                  |
| 5        | Brasilien           | 6                | Hugo Calderano (16)              | Gustavo Tsuboi (xx66)            | Eric Jouti (92)                  |                                  |                                  |
| 5        | Deutschland         | 3                | Dimitrij Ovtcharov (1)           | Ruwen Filus (20)                 | Patrick Franziska (38)           | Benedikt Duda (49)               | Bastian Steger (33)              |
| 5        | Frankreich          | 9                | Emmanuel Lebesson (24)           | Quentin Robinot (76)             | Alexandre Cassin (205)           | Alexandre Robinot (133)          |                                  |
| 5        | Hongkong            | 4                | Wong Chun Ting (7)               | Ho Kwan Kit (41)                 | Lam Siu Hang (58)                | Ng Pak Nam (63)                  | Jiang Tianyi (46)                |
| 9        | Ägypten             | 10               | Omar Assar (17)                  | Mohamed El-Beiali (116)          | Ahmed Saleh (151)                | El-Sayed Lashin (236)            |                                  |
| 9        | Australien          | 12               | David Powell (117)               | Kane Townsend (185)              | Hu Heming (514)                  |                                  |                                  |
| 9        | Schweden            | 7                | Kristian Karlsson (19)           | Anton Källberg (57)              | Pär Gerell (96)                  | Elias Ranefur (199)              |                                  |
| 9        | Vereinigte Staaten  | 11               | Kanak Jha (88)                   | Adar Alguetti (359)              | Feng Yijun (399)                 |                                  |                                  |
|          |                     |                  | mit Einsatz / ohne Einsatz       |                                  |                                  |                                  |                                  |

### Gruppenphase

#### Gruppe A
|                     | Ergebnis |            |
| ------------------- | -------- | ---------- |
| Volksrepublik China | 3:0      | Frankreich |
| Volksrepublik China | 3:0      | Schweden   |
| Schweden            | 2:3      | Frankreich |

| Rang | Land                | Spiele | Sätze | Punkte |
| ---- | ------------------- | ------ | ----- | ------ |
| 1    | Volksrepublik China | 6:0    | 18:1  | 4      |
| 2    | Frankreich          | 3:5    | 11:17 | 3      |
| 3    | Schweden            | 2:6    | 9:20  | 2      |

|  | Viertelfinale |

#### Gruppe B
|            | Ergebnis |            |
| ---------- | -------- | ---------- |
| Japan      | 1:3      | England    |
| Japan      | 3:1      | Österreich |
| Österreich | 0:3      | England    |

| Rang | Land    | Spiele | Sätze | Punkte |
| ---- | ------- | ------ | ----- | ------ |
| 1    | Japan   | 6:1    | 18:9  | 4      |
| 2    | England | 4:4    | 17:14 | 3      |
| 3    | Ägypten | 1:6    | 8:20  | 2      |

|  | Viertelfinale |

#### Gruppe C
|             | Ergebnis |            |
| ----------- | -------- | ---------- |
| Deutschland | 3:0      | Australien |
| Deutschland | 2:3      | Südkorea   |
| Südkorea    | 3:0      | Australien |

| Rang | Land        | Spiele | Sätze | Punkte |
| ---- | ----------- | ------ | ----- | ------ |
| 1    | Südkorea    | 6:2    | 19:10 | 4      |
| 2    | Deutschland | 5:3    | 18:11 | 3      |
| 3    | Australien  | 0:6    | 2:18  | 2      |

|  | Viertelfinale |

#### Gruppe D
|           | Ergebnis |                    |
| --------- | -------- | ------------------ |
| Hongkong  | 3:1      | Vereinigte Staaten |
| Hongkong  | 2:3      | Brasilien          |
| Brasilien | 3:0      | Vereinigte Staaten |

| Rang | Land               | Spiele | Sätze | Punkte |
| ---- | ------------------ | ------ | ----- | ------ |
| 1    | Brasilien          | 6:2    | 19:9  | 4      |
| 2    | Hongkong           | 5:4    | 18:13 | 3      |
| 3    | Vereinigte Staaten | 1:6    | 3:18  | 2      |

|  | Viertelfinale |

### Hauptrunde
|  | Viertelfinale (7./8.10.) | Viertelfinale (7./8.10.) | Viertelfinale (7./8.10.) | Viertelfinale (7./8.10.) | Viertelfinale (7./8.10.) | Viertelfinale (7./8.10.) | Viertelfinale (7./8.10.) |   |                     | Halbfinale (9.10.) | Halbfinale (9.10.) | Halbfinale (9.10.) | Halbfinale (9.10.) | Halbfinale (9.10.) | Halbfinale (9.10.) | Halbfinale (9.10.) |  |  | Finale (10.10.) | Finale (10.10.) | Finale (10.10.) | Finale (10.10.) | Finale (10.10.) | Finale (10.10.) | Finale (10.10.) |
|  |                          |                          |                          |                          |                          |                          |                          |   |                     |                    |                    |                    |                    |                    |                    |                    |  |  |                 |                 |                 |                 |                 |                 |                 |
|  | 1                        | Volksrepublik China      | 3                        | 3                        | 3                        |                          |                          |   |                     |                    |                    |                    |                    |                    |                    |                    |  |  |                 |                 |                 |                 |                 |                 |                 |
|  | 3                        | Deutschland              | 0                        | 0                        | 0                        |                          |                          |   |                     |                    |                    |                    |                    |                    |                    |                    |  |  |                 |                 |                 |                 |                 |                 |                 |
|  | 3                        | Deutschland              | 0                        | 0                        | 0                        | 1                        | Volksrepublik China      | 3 | 3                   | 3                  |                    |                    |                    |                    |                    |                    |  |  |                 |                 |                 |                 |                 |                 |                 |
|  |                          |                          |                          |                          |                          |                          |                          | 3 | 3                   | 3                  |                    |                    |                    |                    |                    |                    |  |  |                 |                 |                 |                 |                 |                 |                 |
|  |                          | 8                        | England                  | 0                        | 1                        | 0                        |                          |   |                     |                    |                    |                    |                    |                    |                    |                    |  |  |                 |                 |                 |                 |                 |                 |                 |
|  | 8                        | 8                        | England                  | 0                        | 1                        | 0                        | England                  | 3 | 3                   | 2                  | 3                  |                    |                    |                    |                    |                    |  |  |                 |                 |                 |                 |                 |                 |                 |
|  | 8                        |                          |                          |                          |                          |                          |                          |   | 3                   | 2                  | 3                  |                    |                    |                    |                    |                    |  |  |                 |                 |                 |                 |                 |                 |                 |
|  | 6                        | Brasilien                | 2                        | 0                        | 3                        | 1                        |                          |   |                     |                    |                    |                    |                    |                    |                    |                    |  |  |                 |                 |                 |                 |                 |                 |                 |
|  |                          |                          |                          |                          |                          |                          |                          | 1 | Volksrepublik China | 3                  | 3                  | 3                  |                    |                    |                    |                    |  |  |                 |                 |                 |                 |                 |                 |                 |
|  |                          | 2                        | Japan                    | 0                        | 0                        | 1                        |                          |   |                     |                    |                    |                    |                    |                    |                    |                    |  |  |                 |                 |                 |                 |                 |                 |                 |
|  | 5                        | Südkorea                 | 3                        | 0                        | 3                        | 2                        | 3                        |   |                     |                    |                    |                    |                    |                    |                    |                    |  |  |                 |                 |                 |                 |                 |                 |                 |
|  | 9                        | Frankreich               | 1                        | 3                        | 2                        | 3                        | 0                        |   |                     |                    |                    |                    |                    |                    |                    |                    |  |  |                 |                 |                 |                 |                 |                 |                 |
|  | 9                        | Frankreich               | 1                        | 3                        | 2                        | 3                        | 0                        | 5 | Südkorea            | 2                  | 1                  | 3                  | 3                  | 2                  |                    |                    |  |  |                 |                 |                 |                 |                 |                 |                 |
|  |                          |                          |                          |                          |                          |                          |                          | 5 | Südkorea            | 2                  | 1                  | 3                  | 3                  | 2                  |                    |                    |  |  |                 |                 |                 |                 |                 |                 |                 |
|  |                          | 2                        | Japan                    | 3                        | 3                        | 1                        | 2                        | 3 |                     |                    |                    |                    |                    |                    |                    |                    |  |  |                 |                 |                 |                 |                 |                 |                 |
|  | 4                        | 2                        | Japan                    | 3                        | 3                        | 1                        | 2                        | 3 | Hongkong            | 2                  | 3                  | 0                  | 3                  | 1                  |                    |                    |  |  |                 |                 |                 |                 |                 |                 |                 |
|  | 4                        |                          |                          |                          |                          |                          |                          |   | Hongkong            | 2                  | 3                  | 0                  | 3                  | 1                  |                    |                    |  |  |                 |                 |                 |                 |                 |                 |                 |
|  | 2                        | Japan                    | 3                        | 0                        | 3                        | 1                        | 3                        |   |                     |                    |                    |                    |                    |                    |                    |                    |  |  |                 |                 |                 |                 |                 |                 |                 |

## Frauen

### Teilnehmerinnen
| Platz     | Mannschaft             | Setz.           | Spieler (Weltranglistenposition) | Spieler (Weltranglistenposition) | Spieler (Weltranglistenposition) | Spieler (Weltranglistenposition) | Spieler (Weltranglistenposition) |
| --------- | ---------------------- | --------------- | -------------------------------- | -------------------------------- | -------------------------------- | -------------------------------- | -------------------------------- |
|           | Volksrepublik China    | 2               | Zhu Yuling (2)                   | Wang Manyu (5)                   | Chen Xingtong (12)               | Ding Ning (21)                   | Liu Shiwen (23)                  |
|           | Japan                  | 1               | Kasumi Ishikawa (4)              | Mima Itō (6)                     | Hina Hayata (14)                 | Miu Hirano (7)                   |                                  |
|           | Hongkong               | 3               | Doo Hoi Kem (9)                  | Lee Ho Ching (13)                | Minnie Soo Wai Yam (25)          | Ng Wing Nam (48)                 | Mak Tze Wing (92)                |
| Nordkorea | 9                      | Kim Song-i (52) | Cha Hyo-sim (181)                | Kim Nam-hae (320)                | Choe Hyon-hwa (162)              |                                  |                                  |
| 5         | Chinesisch Taipeh      | 4               | Cheng I-ching (8)                | Chen Szu-yu (11)                 | Cheng Hsien-tzu (45)             | Liu Hsing-yin (100)              | Lin Chia-hui (399)               |
| 5         | Rumänien               | 5               | Elizabeta Samara (24)            | Bernadette Szőcs (40)            | Daniela Dodean (89)              | Adina Diaconu (84)               |                                  |
| 5         | Serbien und Montenegro | 6               | Feng Tianwei (3)                 | Yu Mengyu (51)                   | Zhang Wanling (263)              | Yee Herng Hwee (363)             |                                  |
| 5         | Vereinigte Staaten     | 10              | Lily Zhang (60)                  | Wu Yue (129)                     | Amy Wang (627)                   |                                  |                                  |
| 9         | Ägypten                | 8               | Dina Meshref (41)                | Yousra Helmy (118)               | Farah Abdel-Aziz (145)           | Galila Nasser                    |                                  |
| 9         | Australien             | 11              | Jian Fang Lay (67)               | Melissa Tapper (189)             | Parleen Kaur                     |                                  |                                  |
| 9         | Brasilien              | 7               | Caroline Kumahara (95)           | Bruna Takahashi (97)             | Gui Lin (115)                    |                                  |                                  |
| 9         | England                | 12              | Tin-Tin Ho (144)                 | Kelly Sibley (188)               | Maria Tsaptsinos (360)           | Denise Payet (639)               | Charlotte Bardsley               |
|           |                        |                 | mit Einsatz / ohne Einsatz       |                                  |                                  |                                  |                                  |

### Gruppenphase

#### Gruppe A
|         | Ergebnis |                    |
| ------- | -------- | ------------------ |
| Japan   | 3:0      | Vereinigte Staaten |
| Japan   | 3:0      | Ägypten            |
| Ägypten | 1:3      | Vereinigte Staaten |

| Rang | Land               | Spiele | Sätze | Punkte |
| ---- | ------------------ | ------ | ----- | ------ |
| 1    | Japan              | 6:0    | 18:3  | 4      |
| 2    | Vereinigte Staaten | 3:4    | 11:14 | 3      |
| 3    | Ägypten            | 1:6    | 6:18  | 2      |

|  | Viertelfinale |

#### Gruppe B
|                     | Ergebnis |           |
| ------------------- | -------- | --------- |
| Volksrepublik China | 3:0      | England   |
| Volksrepublik China | 3:0      | Nordkorea |
| Brasilien           | 0:3      | Nordkorea |

| Rang | Land                | Spiele | Sätze | Punkte |
| ---- | ------------------- | ------ | ----- | ------ |
| 1    | Volksrepublik China | 6:0    | 18:3  | 4      |
| 2    | Nordkorea           | 3:3    | 11:10 | 3      |
| 3    | Brasilien           | 0:6    | 2:18  | 2      |

|  | Viertelfinale |

#### Gruppe C
|                        | Ergebnis |                        |
| ---------------------- | -------- | ---------------------- |
| Hongkong               | 3:0      | England                |
| Hongkong               | 3:1      | Serbien und Montenegro |
| Serbien und Montenegro | 3:1      | England                |

| Rang | Land                   | Spiele | Sätze | Punkte |
| ---- | ---------------------- | ------ | ----- | ------ |
| 1    | Hongkong               | 6:1    | 19:7  | 4      |
| 2    | Serbien und Montenegro | 4:4    | 16:14 | 3      |
| 3    | England                | 0:6    | 5:19  | 2      |

|  | Viertelfinale |

#### Gruppe D
|                   | Ergebnis |            |
| ----------------- | -------- | ---------- |
| Chinesisch Taipeh | 3:0      | Australien |
| Chinesisch Taipeh | 3:1      | Rumänien   |
| Rumänien          | 3:0      | Australien |

| Rang | Land              | Spiele | Sätze | Punkte |
| ---- | ----------------- | ------ | ----- | ------ |
| 1    | Chinesisch Taipeh | 6:1    | 18:7  | 4      |
| 2    | Rumänien          | 4:3    | 15:9  | 3      |
| 3    | Australien        | 0:6    | 1:18  | 2      |

|  | Viertelfinale |

### Hauptrunde
|  | Viertelfinale (7./8.10.) | Viertelfinale (7./8.10.) | Viertelfinale (7./8.10.) | Viertelfinale (7./8.10.) | Viertelfinale (7./8.10.) | Viertelfinale (7./8.10.) | Viertelfinale (7./8.10.) |       |       | Halbfinale (9.10.) | Halbfinale (9.10.) | Halbfinale (9.10.) | Halbfinale (9.10.) | Halbfinale (9.10.) | Halbfinale (9.10.) | Halbfinale (9.10.) |  |  | Finale (10.10.) | Finale (10.10.) | Finale (10.10.) | Finale (10.10.) | Finale (10.10.) | Finale (10.10.) | Finale (10.10.) |
|  |                          |                          |                          |                          |                          |                          |                          |       |       |                    |                    |                    |                    |                    |                    |                    |  |  |                 |                 |                 |                 |                 |                 |                 |
|  | 1                        | Japan                    | 3                        | 3                        | 1                        | 3                        |                          |       |       |                    |                    |                    |                    |                    |                    |                    |  |  |                 |                 |                 |                 |                 |                 |                 |
|  | 6                        | Serbien und Montenegro   | 0                        | 0                        | 3                        | 0                        |                          |       |       |                    |                    |                    |                    |                    |                    |                    |  |  |                 |                 |                 |                 |                 |                 |                 |
|  | 6                        | Serbien und Montenegro   | 0                        | 0                        | 3                        | 0                        | 1                        | Japan | 3     | 3                  | 3                  |                    |                    |                    |                    |                    |  |  |                 |                 |                 |                 |                 |                 |                 |
|  |                          |                          |                          |                          |                          |                          |                          | Japan | 3     | 3                  | 3                  |                    |                    |                    |                    |                    |  |  |                 |                 |                 |                 |                 |                 |                 |
|  |                          | 9                        | Nordkorea                | 0                        | 0                        | 1                        |                          |       |       |                    |                    |                    |                    |                    |                    |                    |  |  |                 |                 |                 |                 |                 |                 |                 |
|  | 9                        | 9                        | Nordkorea                | 0                        | 0                        | 1                        | Nordkorea                | 3     | 3     | 3                  |                    |                    |                    |                    |                    |                    |  |  |                 |                 |                 |                 |                 |                 |                 |
|  | 9                        |                          |                          |                          |                          |                          |                          |       | 3     | 3                  |                    |                    |                    |                    |                    |                    |  |  |                 |                 |                 |                 |                 |                 |                 |
|  | 4                        | Chinesisch Taipeh        | 2                        | 1                        | 1                        |                          |                          |       |       |                    |                    |                    |                    |                    |                    |                    |  |  |                 |                 |                 |                 |                 |                 |                 |
|  |                          |                          |                          |                          |                          |                          |                          | 1     | Japan | 1                  | 0                  | 0                  |                    |                    |                    |                    |  |  |                 |                 |                 |                 |                 |                 |                 |
|  |                          | 2                        | Volksrepublik China      | 3                        | 3                        | 3                        |                          |       |       |                    |                    |                    |                    |                    |                    |                    |  |  |                 |                 |                 |                 |                 |                 |                 |
|  | 3                        | Hongkong                 | 3                        | 3                        | 3                        |                          |                          |       |       |                    |                    |                    |                    |                    |                    |                    |  |  |                 |                 |                 |                 |                 |                 |                 |
|  | 5                        | Rumänien                 | 1                        | 2                        | 0                        |                          |                          |       |       |                    |                    |                    |                    |                    |                    |                    |  |  |                 |                 |                 |                 |                 |                 |                 |
|  | 5                        | Rumänien                 | 1                        | 2                        | 0                        | 3                        | Hongkong                 | 0     | 1     | 0                  |                    |                    |                    |                    |                    |                    |  |  |                 |                 |                 |                 |                 |                 |                 |
|  |                          |                          |                          |                          |                          |                          |                          | 0     | 1     | 0                  |                    |                    |                    |                    |                    |                    |  |  |                 |                 |                 |                 |                 |                 |                 |
|  |                          | 2                        | Volksrepublik China      | 3                        | 3                        | 3                        |                          |       |       |                    |                    |                    |                    |                    |                    |                    |  |  |                 |                 |                 |                 |                 |                 |                 |
|  | 10                       | 2                        | Volksrepublik China      | 3                        | 3                        | 3                        | Vereinigte Staaten       | 0     | 0     | 0                  |                    |                    |                    |                    |                    |                    |  |  |                 |                 |                 |                 |                 |                 |                 |
|  | 10                       |                          |                          |                          |                          |                          |                          |       | 0     | 0                  |                    |                    |                    |                    |                    |                    |  |  |                 |                 |                 |                 |                 |                 |                 |
|  | 2                        | Volksrepublik China      | 3                        | 3                        | 3                        |                          |                          |       |       |                    |                    |                    |                    |                    |                    |                    |  |  |                 |                 |                 |                 |                 |                 |                 |